# Abbas Abdullahi Sheikh Siraji
Abbas Abdullahi Sheikh Siraji (Somalisch: Cabaas Cabdulaahi Sheikh Siraaji) (Afmadow, 15 augustus 1985 – Mogadishu, 3 mei 2017) was een Somalische politicus die korte tijd minister van Publieke Werken en Heropbouw was, totdat hij op 3 mei 2017 in Mogadishu werd doodgeschoten.

## Biografie
Siraji bracht het grootste deel van zijn leven door in vluchtelingenkampen in Liboi en Dadaab over de grens in Kenia. Nadat hij in 2005 zijn middelbare school in het vluchtelingenkamp Ifo (Dadaab) had afgerond, volgde hij een opleiding op het Nep Technical Training College in Garissa in het noordoosten van Kenia. Later haalde hij een graad in Business Administration op de Kenya Methodist University en Moi University.
In 2011 keerde Abbas Siraji terug naar zijn vaderland en ging voor humanitaire organisaties werken, waaronder de FAO, en ging vervolgens de politiek in.

## Minister van Publieke Werken en Heropbouw
Op 4 april 2017 werd Siraji de nieuwe minister van Publieke Werken en Heropbouw onder premier Hassan Ali Khaire. Hij was daarmee het jongste kabinetslid op een leeftijd van 31 jaar.

## Overlijden
Siraji werd op 3 mei 2017 doodgeschoten door lijfwachten van het hoofd van de Rekenkamer, Nur Farah Jimale. Zijn auto zou een straat hebben geblokkeerd in het centrum van de hoofdstad Mogadishu in de buurt van het presidentieel paleis (Villa Somalia). De lijfwachten zagen de inzittenden mogelijk voor terroristen aan en openden het vuur.

## Achtergrond van de schietpartij en rechtszaak

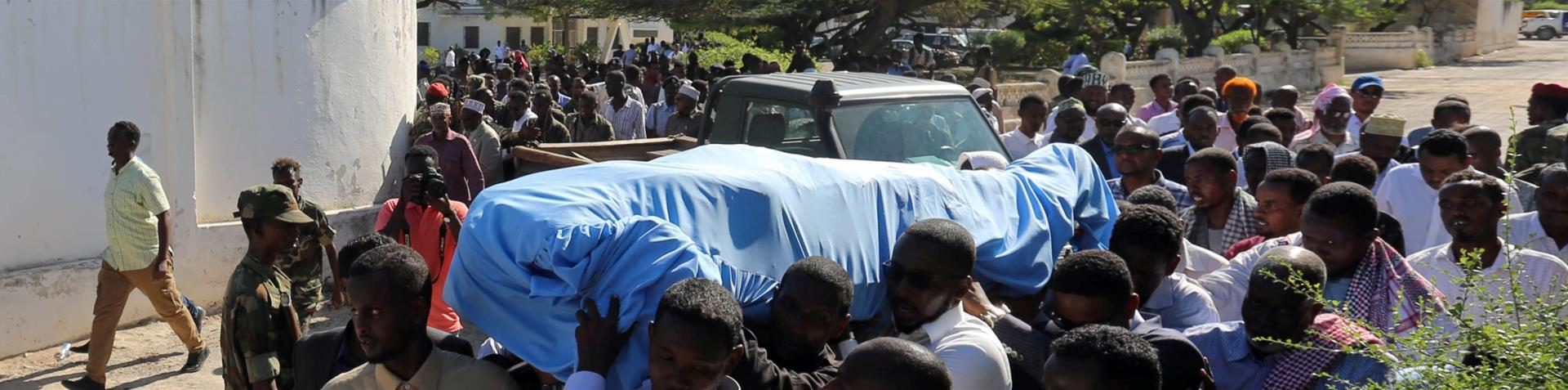
De uitvaart van Siraji op 4 mei 2017

Jimale werd een dag later door het kabinet uit zijn functie ontheven en de betrokken lijfwachten werden vastgezet. Jimale heeft bij herhaling elke betrokkenheid ontkend, in het bijzonder dat hij persoonlijk opdracht had gegeven tot de schietpartij.
Op 19 juni 2017 werd de lijfwacht - een marineofficier -  die het dodelijke schot zou hebben gelost, ter dood veroordeeld. Dit niettegenstaande zijn verweer dat hij het vuur opende toen het voertuig met Siraji recht achter dat van het hoofd van de Rekenkamer ging rijden, iets wat hij verdacht zou hebben gevonden, mede met het oog op de vele aanslagen op politici door Al-Shabaab. Het feit dat Siraji zelf reed, wat zeldzaam is voor een minister, zou bijgedragen kunnen hebben aan een persoonsverwisseling. 
Volgens de Qataraanse krant Gulf Times rijden er vele regeringsbeambten, rijke individuen en buitenlanders in Somalië rond met gewapende lijfwachten, die vaak nerveus en schietgraag zijn, waardoor er al diverse burgers zijn omgekomen.
De tweede lijfwacht is aangeklaagd wegens plichtsverzuim.